# Copa de Francia de Ciclismo 2017
La 26.ª edición de la Copa de Francia de Ciclismo de 2017 fue una serie de carreras de ciclismo en ruta que se realizó en Francia. Comenzó el 26 de enero con el Gran Premio Ciclista la Marsellesa y finalizó el 1 de octubre con el Tour de Vendée.
Formaron parte de la competición las quince pruebas de un día más importantes del calendario francés del UCI Europe Tour 2017, dentro de la categoría 1.1 y 1. HC. Así mismo, formaron parte de la clasificación todos los ciclistas que tenían contrato con equipos ciclistas franceses estableciendo un sistema de puntuación en función de la posición conseguida en cada clásica y a partir de ahí se crea la clasificación.

## Sistema de puntos

### Clasificación individual
| Posición | 1  | 2  | 3  | 4  | 5  | 6  | 7  | 8  | 9  | 10 | 11 | 12 | 13 | 14 | 15 |
| Puntos   | 50 | 35 | 25 | 20 | 18 | 16 | 14 | 12 | 10 | 8  | 6  | 5  | 3  | 3  | 3  |

### Clasificación por equipos
| Posición | 1  | 2 | 3 | 4 | 5 | 6 | 7 | 8 | 9 |
| Puntos   | 12 | 9 | 8 | 7 | 6 | 5 | 4 | 3 | 2 |

## Carreras puntuables
| Clasificación | Clasificación    | Clasificación                      | Clasificación        | Clasificación    | Clasificación                        | Clasificación                         |
| Pos.          | Fecha            | Carrera                            | Ganador              | Equipo           | Líder de la clasificación individual | Líder de la clasificación por equipos |
| ------------- | ---------------- | ---------------------------------- | -------------------- | ---------------- | ------------------------------------ | ------------------------------------- |
| 1.º           | 29 de enero      | Gran Premio Ciclista la Marsellesa | Arthur Vichot        | FDJ              | Arthur Vichot                        | AG2R La Mondiale                      |
| 2.º           | 18 de marzo      | Clásica de Loire-Atlantique        | Laurent Pichon       | Fortuneo-Oscaro  | Laurent Pichon                       | Fortuneo-Oscaro                       |
| 3.º           | 31 de marzo      | Route Adélie                       | Laurent Pichon       | Fortuneo-Oscaro  | Laurent Pichon                       | Fortuneo-Oscaro                       |
| 4.º           | 2 de abril       | La Roue Tourangelle                | Flavien Dassonville  | HP BTP-Auber 93  | Laurent Pichon                       | Fortuneo-Oscaro                       |
| 5.º           | 11 de abril      | París-Camembert                    | Nacer Bouhanni       | Cofidis          | Laurent Pichon                       | Fortuneo-Oscaro                       |
| 6.º           | 13 de abril      | Gran Premio de Denain              | Arnaud Démare        | FDJ              | Laurent Pichon                       | Fortuneo-Oscaro                       |
| 7.º           | 15 de abril      | Tour de Finisterre                 | Tour de Finisterre   | Armée de terre   | Laurent Pichon                       | Fortuneo-Oscaro                       |
| 8.º           | 17 de abril      | Tro Bro Leon                       | Damien Gaudin        | Armée de terre   | Laurent Pichon                       | Fortuneo-Oscaro                       |
| 9.º           | 27 de mayo       | Gran Premio de Plumelec-Morbihan   | Alexis Vuillermoz    | AG2R La Mondiale | Laurent Pichon                       | Fortuneo-Oscaro                       |
| 10.º          | 28 de mayo       | Boucles de l'Aulne                 | Odd Christian Eiking | FDJ              | Laurent Pichon                       | Fortuneo-Oscaro                       |
| 11.º          | 30 de julio      | Polynormande                       | Alexis Gougeard      | AG2R La Mondiale | Laurent Pichon                       | Fortuneo-Oscaro                       |
| 12.º          | 3 de septiembre  | Gran Premio de Fourmies            | Nacer Bouhanni       | Cofidis          | Laurent Pichon                       | Fortuneo-Oscaro                       |
| 13.º          | 10 de septiembre | Tour de Doubs                      | Romain Hardy         | Fortuneo-Oscaro  | Laurent Pichon                       | Fortuneo-Oscaro                       |
| 14.º          | 17 de septiembre | Gran Premio de Isbergues           | Benoît Cosnefroy     | AG2R La Mondiale | Laurent Pichon                       | Fortuneo-Oscaro                       |
| 15.º          | 1 de octubre     | Tour de Vendée                     | Christophe Laporte   | Cofidis          | Laurent Pichon                       | Fortuneo-Oscaro                       |

## Clasificaciones Finales

### Individual
| Posición | Ciclista            | Equipo           | Puntos |
| -------- | ------------------- | ---------------- | ------ |
| 1.º      | Laurent Pichon      | Fortuneo-Oscaro  | 228    |
| 2.º      | Nacer Bouhanni      | Cofidis          | 169    |
| 3.º      | Flavien Dassonville | HP BTP-Auber 93  | 101    |
| 4.º      | Samuel Dumoulin     | AG2R La Mondiale | 91     |
| 5.º      | Julien Simon        | Cofidis          | 86     |
| 6.º      | Romain Hardy        | Armée de terre   | 78     |
| 7.º      | Julien Loubet       | FDJ              | 74     |
| 8.º      | David Gaudu         | HP BTP-Auber 93  | 73     |
| 9.º      | Kévin Le Cunff      | Fortuneo-Oscaro  | 79     |
| 10.º     | Thomas Boudat       | Direct Énergie   | 71     |

### Jóvenes
| Posición | Ciclista      | Equipo                  | Puntos |
| -------- | ------------- | ----------------------- | ------ |
| 1.º      | David Gaudu   | FDJ                     | 74     |
| 2.º      | Thomas Boudat | Direct Énergie          | 71     |
| 3.º      | Jérémy Leveau | Roubaix Lille Métropole | 68     |

### Equipos
| Posición | Equipo                       | Puntos |
| -------- | ---------------------------- | ------ |
| 1.º      | Fortuneo-Oscaro              | 131    |
| 2.º      | HP BTP-Auber 93              | 122    |
| 3.º      | Cofidis                      | 103    |
| 4.º      | FDJ                          | 99     |
| 5.º      | AG2R La Mondiale             | 92     |
| 6.º      | Armée de terre               | 83     |
| 7.º      | Direct Énergie               | 78     |
| 8.º      | Delko Marseille Provence KTM | 69     |
| 9.º      | Roubaix Lille Métropole      | 52     |